# Hidroelektrana Peruća
Hidroelektrana Peruća ili HE Peruća je pribranska hidroelektrana na rijeci Cetini sagrađena 1960. godine netom nakon izgradnje brane 1958. godine sa snagom od 41,6 MW na dva generatora od 20,8 MW, koja je poslije renoviranja nakon što je bila minirana tijekom domovinskog rata pojačana na 61,4 MW na dva generatora od 30,7 MW.
Brana Peruća je sagrađena na suženome dijelu kanjona rijeke Cetine između sela Satrić i Gornji Bitelić na nekih cca 25 km od izvora. Namjena brane je ostvarenje akumulacije vode za rad hidroelektrane tijekom sušnog razdoblja godine, te rješavanje problema velikih voda u kišnom razdoblju godine koje uzrokuje poplave u Hrvatačkome polju i Sinjskom polju.

## Gradnja
Prije izgradnje brane na zemljištu koje je bilo predviđeno za gradnju u popriječnom presjeku je izvršeno injektiranje prirodnih pukotina betonom, glinom, kamenjem, šljunkom i pijeskom. Ti radovi su izvedeni radi sprječavanja propusnosti terena oko brane pri visokim vodostajima kada se stvara mogućnost da zbog velikog pritiska vodene mase osipanje poroznog materijala u kršu i prodorom vode kroz isti.
Brana je sagrađena po projektu tvrtki Elektroprojekt d.d. i Geoexpert iz Zagreba, a izvođači radova su bili tvrtke Konstruktor i Geotehnika, te je nakon završetka radova brana bila duga 467 metara, visoka 67 metara te imala volumen od 925 000 m3. U samu branu je ugrađena poprilična količina prirodnog materijala i to naročito gline koja je kao materijal gotovo vodonepropusna. Nakon što je brana nasuta na njoj je navučena betonska ovojnica koja je spriječila osipanje nasutog materijala. 
Na brani se nalaze tri ispusta za vodu:
- glavni ispust u samom koritu rijeke i najnižoj točki same brane reguliran klapnom na hidraulični pogon
- pomoćni ispust na desnoj strani brane
- sigurnosni ispust koji se nalazi na samoj kruni brane i koristi se za preljev vode preko brane pri velikim vodostajima.

## Posljedice izgradnje
Zbog izgradnje brane nastala je umjetna akumulacija vode velike površine koja tijekom cijele godine ima dovoljno zaliha vode da je postala jezero Peruća s cca 20 km2 površine pri maksimalnom vodostaju. Na tom zemljištu je država izvršila nacionalizaciju i seljacima iz mjesta Vrlika, Garjak, Koljane, Kosore, Ježević, Laktac, Dabar, Vučipolje, Zasiok, Gornji Bitelić, Rumin, Hrvace, Satrić, Potravlje, Maljkovo, Otišić i Maovice oduzeta većinom bez naknade za izgubljenu vrijednost. Poplavljivanjem područja gdje je jezero sada većina stanovništva se premjesila na viša područja planina Svilaje, Dinare i Debelog brda ali zbog toga se i dosta stanovnika odselilo iz ovog kraja. Područje koje je popljavljeno je bilo bogato šumama, vinogradima, oranicama i livadama, a rijeka je u tom dijelu sliva imala živopisan utjecaj na krajolik uz više slapova i jezerca te brojne mlinove.

## Povijest brane

### Pokušaj miniranja brane u Domovinskom ratu
Tijekom Domovinskog rata HE Peruća je bila pod okupacijom pobunjenih Srba, četnika i JNA koji su regulirali radom HE i brane te prijetili rušenjem brane zajedno s HE.
Tijekom operacije Peruća, dana 28. siječnja 1993., na zapovijed zapovjednika pobunjenih hrvatskih Srba Mile Novakovića, brana je minirana u cilju rušenje.
U ovoj terorističkoj akciji brana je, pri najvećem zabilježenom vodostaju, minirana je s 30 tona eksploziva, pri čemu je poginuo hrvatski branitelj Ante Buljan.
Premda teško oštećena nije se srušila zbog načina na koji je izgrađena te loše planiranog miniranja. Smatra se da je miniranjem brane na sedam mjesta od kojih četiri u samoj jezgri, tj. središtu brane nije bilo uspješno jer se jezgra brane od gline zbog eksplozije slijegla sama od sebe i održala branu na mjestu, a same površinske eksplozije nisu nanijele toliku štetu zbog brze akcije HV i zatrpavanja rupa te otvaranja ispusta na brani tijekom kolovoza 1992. godine od strane engleskog časnika postrojbi UNPROFORa Marka Nicholasa Graya.  Postrojenje HE Peruča je nakon miniranja u cijelosti bilo potopljeno i naplavljeno muljem i ostalim naplavnim materijalom te teško oštećeno od samog miniranja jer su se od sedam miniranih mjesta na sklopu brane i HE dva bila na samom postrojenju HE. 
Da je miniranje bilo uspješno u donjem slivu rijeke Cetine bilo bi što izravno što neizravno ugroženo više od pedeset tisuća stanovnika Cetinske krajine i porječja sve do ušća Cetine u Omišu; vodenoj stihiji izloženi bi bili Sinj, Trilj i Omiš. Minirana brana urušila se i oštetila, a samo zahvaljujući pravovremenoj intervenciji radnika HEP-a spriječeno potpuno potapanje i dovođenje u opasnost života.
Hrvatska je protiv skupine osumnjičenika otvorila istragu 1993. godine, a 13. prosinca 1995. podignula optužnicu za rušenje brane na Perući. Postupak se vodi pred Županijskim sudom u Splitu. Optuženi su zapovjednik 21. brigade 9. kninskog korpusa JNA Borislav Đukić, a optužnicom su još obuhvaćeni zapovjednik 9. kninskog korpusa JNA Ratko Mladić, zapovjednik tvz. Srpske vojske krajine Mile Novaković (umro rujna 2015.) te zapovjednik svih pograničnih postrojbi "krajinske milicije" Milan Korica. Optužba tereti Mladića i Novakovića da su 28. siječnja 1993. izdali nalog Đukiću i Korici o postavljanju velike količine eksploziva za rušenje brane Peruča. 
Jedan od optuženih i osuđenih u odsustvu Mile Novaković umro je prije izručenja, 14. rujna 2015. godine.

### Obnova brane
S obnovom brane je početo automatski nakon oslobođenja jer je razorena brana prijetila urušavanjem pa je nasipavanjem materijala (gline) na površinski dio brane to spriječilo. Glina je iskopana i dovezena na branu s površine zemljišta u privatnom vlasništvu te su po završetku radova oštećeni građani zatražili od države pravičnu naknadu te je u sudskom postupku određena višemilijunska novčana odšteta.
Sa sanacijom brane to jest vraćanjem u prvobitno stanje kreće se nakon potpisivanja ugovora između izvođača radova Konstruktor inženjeringa te vlasnika brane HEP-a.
Za sanaciju brane Peruća, idejni, glavni i izvedbeni projekt, 1996., kao voditelj projekta zaslužan je prof. dr. sc. Josip Rupčić, dipl. ing. građevine.
Nakon sanacije brane od miniranja pristupilo se i obnovi postrojenja HE u koje je tvrtka HEP uložila oko 130 milijuna kuna. Pri renoviranju HE 2003. godine išlo se i na proširenje proizvodnje to jest pojačavanje jakosti hidroelektrane jer je nova tehnologija to omogućavala da je nakon renoviranja snaga HE se popela na 60 MW i to na dva generatora po 30 MW. Obnavljanje i revitalizaciju pogona HE izveli su slovenski Litostroj i zagrebački Končar u suradnji s nekoliko manjih tvrtki kooperanata kao što je Brinel iz Trilja.

## Zanimljivosti
Brana i HE Peruća su tijekom razdoblja prije Domovinskog rata smatrani strateškim objektom od državne važnosti. Zbog toga je objekt bio zaštićen u širem području ogradom s bodljikavom žicom a područje oko same brane zasađeno gustom borovom šumom. U blizini brane strogo je bilo zabranjeno fotografiranje, kretanje i zadržavanje bez dozvoljenja to jest posebnih dozvola koje bi izdavala vojna uprava sa sjedištem u Sinju. 
Premda je preko krune brane sagrađena prometnica kojom su povezana naselja s južne i sjeverne strane jezera Peruća, i ta prometnica predstavljala i još uvijek je najbliža poveznica tih naselja, ista je rijetko korištena zbog rigoroznog sistema kontrole kretanja.

## Agregati
Postrojenje HE ima dva agregata:
- Agregat A uključen u pogon nakon revitlizacije 2005. godine

Francis turbina karakteristika Qi = 60 m3/s; Hmax n = 56,5 m
Sinkroni generator karakteristika Sn = 34 MVA; Un = 10,5 kV; cos φ = 0,9
- Agregat B uključen u pogon nakon revitalizacije 2008. godine

Francis turbina karakteristika Qi = 60 m3/s; Hmax n = 56,5 m
Sinkroni generator karakteristika Sn = 34 MVA; Un = 10,5 kV; cos φ = 0,9

## Slike
- Hidroelektrana Peruća.
- Hidroelektrana Peruća.
- Brana i Hidroelektrana Peruća.

## Vanjske poveznice
- Najava završetka remonta HE Peruča  Arhivirana inačica izvorne stranice od 18. veljače 2021. (Wayback Machine)
- Novinski napis o revitalizaciji HE Peruča  Arhivirana inačica izvorne stranice od 29. svibnja 2005. (Wayback Machine)
- Novinski napis o nesređenim vlasničkim odnosima zemljišta gdje je izgrađena HE Peruča
- Vijesnik: 130 milijuna kuna za rekonstrukciju
- Peruča akumulacija  Arhivirana inačica izvorne stranice od 1. veljače 2009. (Wayback Machine)
- Kronologija akcija HV
- 15.obljetnica pokušaja rušenja brane[neaktivna poveznica]
- Ratna fotogalerija minirane brane[neaktivna poveznica]
- Izvještaj o sanaciji brane od izvođača radova  Arhivirana inačica izvorne stranice od 5. lipnja 2008. (Wayback Machine)
- Ošteta za eksplatiranu glinu za sanaciju brane poslije miniranja[neaktivna poveznica]
- Brana Peruća, Stvarne i moguće posljedice miniranja, Zagreb, lipanj 1998, Hrvatski žrtvoslov - zbornik radova Prvog hrvatskog žrtvoslovnog kongresa, str. 595-602, pregledni rad.